# Lomtjärnen (Ramsbergs socken, Västmanland)
Lomtjärnen är en sjö i Lindesbergs kommun i Västmanland och ingår i Norrströms huvudavrinningsområde.